# Liste des ambassadeurs allemands au Nigeria
La liste des ambassadeurs d'Allemagne au Nigéria contient les ambassadeurs de la République fédérale d'Allemagne au Nigéria.
L'ambassade est basée à Abuja .
| Nom                          | Mandat      | Remarques |
| ---------------------------- | ----------- | --------- |
| Harald von Posadowsky-Wehner | 1960-1964   |           |
| Günther Gnodtke              | 1964-1968   |           |
| Theodor Axenfeld             | 1969-1970   |           |
| Ernst Friedrich Jung         | 1971-1975   |           |
| Heinz Dröge                  | 1975-1979   |           |
| Bernd Oldenkott              | 1979-1984   |           |
| Jürgen von Alten             | 1984-1987   |           |
| Leonhard Kremer              | 1987–       |           |
| Jürgen Kleiner               | 1992-1995   |           |
| Johannes Lohse               | 1995-1998   |           |
| Armin Hiller                 | 1998-2001   |           |
| Dietmar Kreusel              | 2004-2006   |           |
| Joachim Schmillen            | 2006-2011   |           |
| Dorothée Janetzke-Wenzel     | 2011-2014   |           |
| Michael Peter Zenner         | 2014-2016   |           |
| Bernhard Schlagheck          | 2016-2019   |           |
| Birgitt Ory                  | depuis 2019 |           |

## Voir également
- Ambassadeur de la RDA au Nigéria

## liens web
- Site Web de l'ambassade d'Allemagne au Nigéria